# Winterthur Red Lions
Die Winterthur Red Lions (auch FFC Red Lions) waren eine Schweizer Flag-Football-Mannschaft aus Winterthur. Sie spielten in der vom Schweizerischen American-Football-Verband organisierten National Flag Football League und waren 2015 Schweizer Meister.

## Geschichte
Der Verein wurde am 2. März 2013 von vier Fussballspielern des SC Veltheim gegründet, die über ihr Interesse zum American Football auf Flag Football stiessen. Später begannen sie mit 5-gegen-5-Trainings im Eulachpark und konnten sie mit dem Flag-Football-Team der Winterthur Warriors messen.
In ihrer ersten Saison konnten sie sich als Überraschungsteam und Gruppenzweiter bereits für ein Wildcardspiel an den Play-offs qualifizieren, was sie auch gewannen. In ihrer zweiten Saison konnten sie die Gruppenphase als Erstplatzierte, noch vor dem Vorjahresmeister St. Gallen Vipers, abschliessen, unterlagen jedoch den gleichen im Play-offs-Halbfinale knapp mit 52:58. In der dritten Saison klappte es dann schliesslich nach einem 47:39-Sieg im Finale gegen die ASVZ Mockingbirds mit dem Schweizer Meistertitel für die Winterthurer. Als Schweizer Meister konnten sie dann auch am europäischen Championsbowl teilnehmen, konnten dort jedoch nur Platz 11 von 12 erreichen. In der nächsten Saison erreichten sie zwar das Play-offs-Finale erneut, konnten jedoch dort die Zurich Renegades nicht bezwingen. 2017 schied die Mannschaft im Play-offs-Viertelfinale gegen die ASVZ Mockingbirds aus. 2019 erreichte der Verein erneut den Final und scheiterte dort an den ASVZ Blackbirds.
Im Januar 2022 wurde die Vereinigung der Red Lions mit der Flag Football-Abteilung der Winterthur Warriors bekannt, wodurch die Warriors weiterhin ein Männerteam in der höchsten Liga stellen konnten.